# Höganäs landskommun
Höganäs landskommun var en tidigare kommun i Malmöhus län. 

## Administrativ historik
Höganäs landskommun bildades tidigast 1872 som en utbrytning ur Väsby socken och Väsby landskommuns område.
Efter utbrytningen ur Väsby socken var gränserna mellan Höganäs och Väsby ganska oregelbundna men den 1 januari 1919 (enligt beslut den 8 november 1918) skedde områdesförändringar och ungefär 1,20 km² överfördes från Höganäs till Väsby och i motsatt riktning överfördes 4,28 km².
I kommunen fanns ett municipalsamhälle, också kallat Höganäs municipalsamhälle, bildat den 12 oktober 1889. Före 1 januari 1919 var municipalsamhället delat på Höganäs och Väsby kommuner.
Landskommunen ombildades den 1 januari 1936 (enligt beslut den 29 november 1935) till Höganäs stad, som i sin tur ombildades till Höganäs kommun den 1 januari 1971.

### Kyrklig tillhörighet
I kyrkligt hänseende tillhörde landskommunen Höganäs församling.

## Geografi
Höganäs landskommun omfattade den 1 januari 1931 en areal av 6,00 km², varav 5,99 km² land.